# 可编程输入输出
可编程输入输出（英語：PIO）是 CPU 与外围设备（如网卡、硬盘等）传输数据的一种方法。
当 CPU 上执行的软件程序使用 I/O 地址空间来与输入/输出设备（I/O 设备）进行数据传输时，系统即进行了 PIO. 这和直接記憶體存取（DMA）恰好相反。
在 PC 上最常见的使用 PIO 的例子是 ATA 接口，但 ATA 接口也可以在 Ultra DMA 模式下工作。 PC 上的许多比较古老的设备也使用 PIO, 如串行端口、并行端口（在不使用 ECP 模式时）、PS/2 接口、MIDI 接口、内部时钟以及一些古老的网卡。